# Xã Harmon, Quận Roberts, South Dakota
Xã Harmon (tiếng Anh: Harmon Township) là một xã thuộc quận Roberts, tiểu bang Nam Dakota, Hoa Kỳ. Năm 2010, dân số của xã này là 151 người.